# 過圳
過圳，是臺灣彰化縣二水鄉的一個傳統地域名稱，位於該鄉北部凸出部分的東南大半部。相較於今日行政區，其範圍大致包括合和村、上豐村、過圳村東北部、五伯村東北部、光化村北大半部。

## 歷史
台灣清治末期至日治初期，過圳地區為一街庄，稱為「過圳庄」，隸屬於東螺東堡。該庄西北與十五庄為鄰，東北及東與松柏坑庄為鄰，南邊為二八水庄，西南邊為內三塊厝庄。
1901年（日治明治三十四年）11月，全台廢縣廳改設二十廳，該庄隸屬於彰化廳。1903年（明治三十六年）6月，該庄編入「二八水區」，隸屬於彰化廳。1909年（明治四十二年）10月，合併二十廳為十二廳，二八水區改隸屬於臺中廳。1920年（大正九年），該庄改制為「過圳」大字，隸屬於臺中州員林郡二水庄。
戰後二水庄改制為二水鄉，隸屬於臺中縣，大字亦改制為村。1950年10月，中、彰、投分治，二水鄉改隸屬彰化縣。

## 聚落
本地區發展較早的聚落有坑內、番仔口、桃仔宅、海豐藔、過圳等，在日治期初期的官方地圖上已有記載。此外，本地區尚有五伯埔聚落。

## 交通
台鐵縱貫線是台灣西部南北鐵路幹線，大致以北北西—南南東走向轉西北—東南走向經過過圳地區西南部。境內南部邊界地帶設有二水車站，屬二等站，停靠部分自強號列車，及全部的莒光號、區間車、區間快車。二水車站亦為集集線的起點。由此車站可前往台鐵沿線各站。
縣道137號（山腳路三段～二段）是彰化至二水源泉的道路，主要沿八卦台地西側山麓地帶而行，大致以北北西—南南東走向轉西北—東南走向再轉北北西—南南東走向再轉西北西—東南東走向經過本地區中部偏西南地帶。由該道路向北北西轉北可前往田中、社頭、員林、大村、花壇、彰化等地，向東南東可前往二水、大坵園、鼻子頭並止於縣道152號路口。
縣道141號（員集路四段、民生路）是員林至林內的道路，大致以北北西—南南東走向由本地區西北部邊界南側與鐵路並行且位於其東側入境，至民生路路口沿該路直行，其後轉南經鐵路陸橋、員集路四段陸橋下方而過，續行於本地區南部邊界中西側出境。由該道路向北北西可前往田中、社頭、員林並止於省道台1線路口，向南轉南南東再轉東南可前往二水市區西南側、林內並止於省道台3線路口。
縣道152號（水防道路）是大城鄉公館至名間的道路，大致以西北—東南走向蜿蜒經過本地區西南部凸出部分的頸部。由該道路向西北轉西南西再轉西北可前往溪州、埤頭南部、竹塘、大城等地，向東南可前往二水市區西南側、名間並止於省道台3線路口。
鄉道彰113線（坑內路、海豐路、光進路）是合和至二水的道路，其北側端點位於本地區中部偏西的縣道137號路口。由此向西南西行，至海豐路路口轉南南東再轉南再轉東南蜿蜒而行，至光進路路口轉西微南，過八堡一圳海豐橋後轉西南，過鐵路平交道後轉西南西並止於舊縣道141號（員集路四段）路口。
鄉道彰190線（豐柏路）是松嶺至上豐村的道路，其西側端點位於本地區中部偏西南的縣道137號路口。由此向東北蜿蜒上山，經多個彎道後於彰化縣、南投縣交界處銜接南投縣鄉道投35線以前往松柏坑（松柏嶺）、中庄等地。

## 廟宇
- 定覺寺